# Theodor de Bry

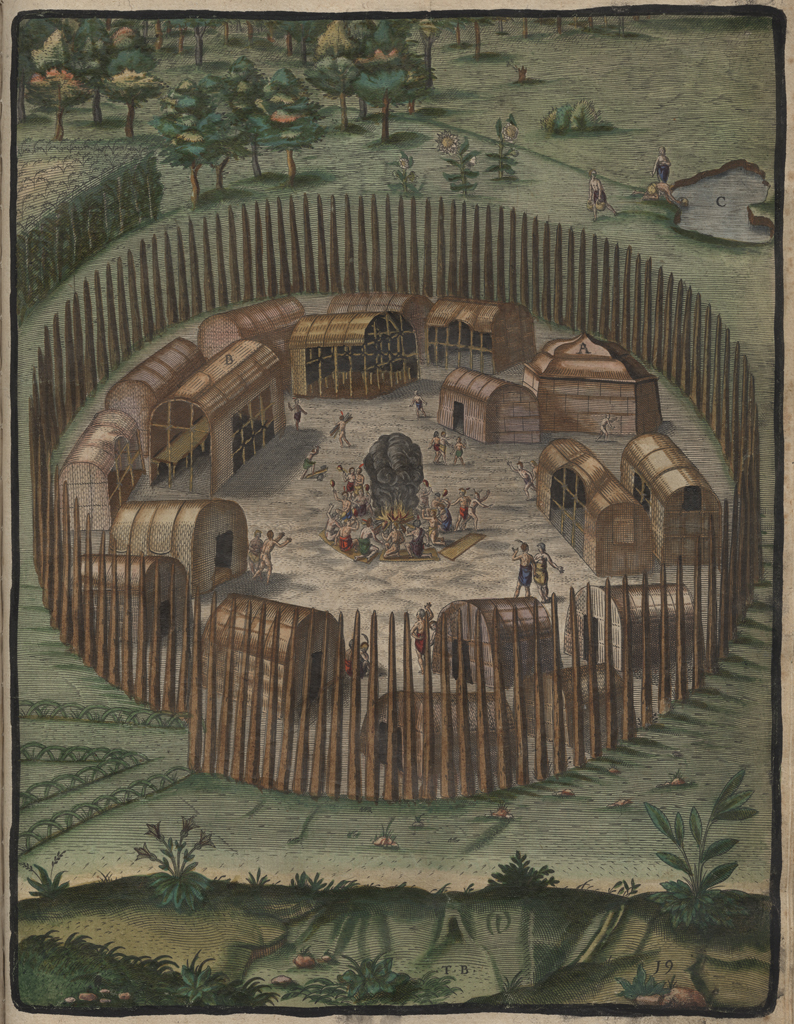
El poble de Pomeiooc dibuixat per de Bry.

Joan Teodor de Bry (1528 – 1598) fou un gravador, orfebre i editor liegès, crea també en la cartografia. Va néixer a la ciutat de Lieja a on s'educà i visqué durant la seva joventut, després va viatjar per Europa per a visitar ciutats com Estrasburg, Anvers, Londres i Frankfurt, fou un europeu anticipat a la seva època igual que Erasme.
De Bry va crear un gran nombre d’il·lustracions gravades per als seus llibres. La majoria dels seus llibres es basaven en observacions de primera mà d’alguns exploradors, tot i que ell en persona, va actuar com a registrador d’informació, però mai no va visitar les Amèriques. Als ulls moderns, moltes de les il·lustracions semblen formals però detallades.

## Biografia
Theodorus de Bry va néixer el 1528 a Lieja, Príncep-Bisbat de Lieja (a la moderna Bèlgica), en una família que havia escapat de la destrucció de la ciutat de Dinant el 1466 durant les guerres de Lieja pel duc de Borgonya, Felip el Bon. i el seu fill Carles el Temerari. Com a home es va formar sota el seu avi, Thiry de Bry el Vell (mort el 1528), i sota el seu pare, Thiry de Bry el Jove (1495–1590), que eren joiers i gravadors, gravant planxes de coure. L’art del gravat de planxes de coure era la tecnologia necessària en aquell moment per imprimir imatges i dibuixos com a part dels llibres. El 1524 Thiry de Bry el Jove es va casar amb Catherine le Blavier, filla de Conrad le Blavier de Jemeppe. El seu fill, Theodore de Bry, també es va convertir en joier i gravador.
Theodore de Bry es va convertir en protestant i el 1570 va ser condemnat al desterrament perpetu i els seus béns van ser confiscats. Es va traslladar a Estrasburg, al llarg de la riba oest del Rin. El 1577 es va traslladar a Anvers al ducat de Brabant, que formava part dels Països Baixos espanyols o del sud dels Països Baixos i els països baixos d’aquella època (segle xvi), on va desenvolupar i utilitzar les seves habilitats com a gravador de coure. Entre 1585 i 1588 va viure a Londres, on va conèixer el geògraf Richard Hakluyt i va començar a recollir històries i il·lustracions de diverses exploracions europees, sobretot de Jacques Le Moyne de Morgues.
El 1588, Teodor i la seva família es van traslladar definitivament a Frankfurt-am-Main, on es va convertir en ciutadà i va començar a planificar les seves primeres publicacions. El més famós es coneix com Les Grands Voyages, és a dir, "Els grans viatges" o "El descobriment d'Amèrica". També va publicar la sèrie India Orientalis, en gran part idèntica, i moltes altres obres il·lustrades sobre una àmplia gamma de temes. Els seus llibres es van publicar en llatí i també es van traduir a l'alemany, l'anglès i el francès per arribar a un públic lector més ampli.
El 1590 Theodorus de Bry i els seus fills van publicar una nova edició il·lustrada d' A Briefe and True Report of the New Found Land of Virginia de Thomas Harriot sobre els primers assentaments anglesos a Amèrica del Nord (a l'actual Carolina del Nord). Les seves il·lustracions es basaven en aquarel·les del colon John White. El llibre es va vendre bé i l'any següent de Bry en va publicar un de nou sobre els primers intents francesos de colonitzar Florida: Fort Caroline, fundat per Jean Ribault i René de Laudonnière. Incloïa 43 il·lustracions basades en pintures de Jacques Le Moyne de Morgues, un dels pocs supervivents de Fort Caroline. Jacques de Moyne havia planejat publicar el seu relat de les seves expedicions, però va morir el 1587. Segons el relat de De Bry, havia comprat les pintures de Moyne a la seva vídua a Londres i les feia servir com a base per als gravats.
Ell i el seu fill John-Theodore van fer ajustaments tant als textos com a les il·lustracions dels relats originals, d'una banda en funció de la seva pròpia comprensió de les pintures de Le Moyne i, el més important, per agradar als possibles compradors. Les edicions llatina i alemanya van variar notablement, d'acord amb les diferències de lectors estimats.
La versemblança de moltes de les il·lustracions de De Bry és qüestionable; sobretot perquè mai no va creuar l’Atlàntic. Els amerindis semblen europeus mediterranis i les il·lustracions barregen diferents costums i artefactes tribals. A més del dia a dia dels nadius nord-americans, Theodore de Bry fins i tot va incloure algunes representacions de canibalisme ; en gran part gràcies als relats d’ Amerigo Vespucci, aquest ja era un element molt comú en les imatges que mostren una personificació de les Amèriques. Amb tot, la gran quantitat d’aquestes il·lustracions i textos van influir en la percepció europea del Nou Món, Àfrica i Àsia.
De Bry va ser ser ajudat pels seus dos fills, Johann Theodor de Bry (1561–1623) i Johann Israel de Bry (1565–1609), que després de la mort del seu pare a Frankfurt del Main el 27 de març de 1598, van portar a la col·lecció (ampliada a viatges a Àsia, arribant als 30 volums) i la il·lustració de l'obra de Boissard i també afegida a les icones i altres publicacions significatives, com les obres de Robert Fludd sobre el microcosmos i el macrocosmos.
La seva obra i gravats es poden consultar avui en molts museus de tot el món, inclòs Lieja, el seu lloc de naixement, i a Brussel·les, a Bèlgica. A França, es troben a la Biblioteca del Servei Històric de la Marina al castell de Vincennes, als afores de París. Als EUA, hi ha exemplars a la Biblioteca Pública de Nova York, a la Universitat de Califòrnia a Los Angeles i en altres llocs. A l’Argentina és possible trobar exemplars al Museo Maritimo de Ushuaia de Terra del Foc i al Departament d’Estudis Històrics de la Marina de Buenos Aires. A Escòcia, onze títols figuren al catàleg de la Edinburgh University Library (Special Collections).

## Obres

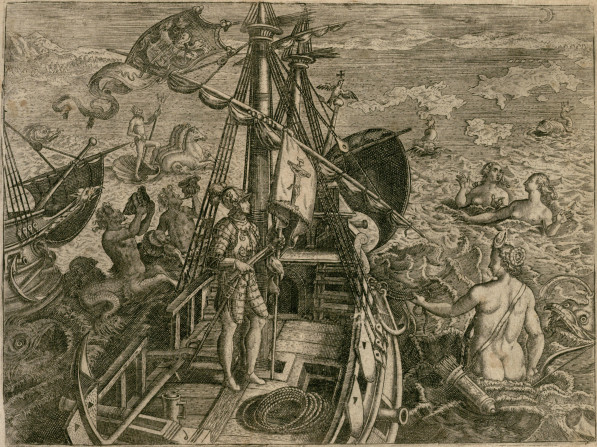
Gravat de Colom, el descobridor del Nou Món, 1594

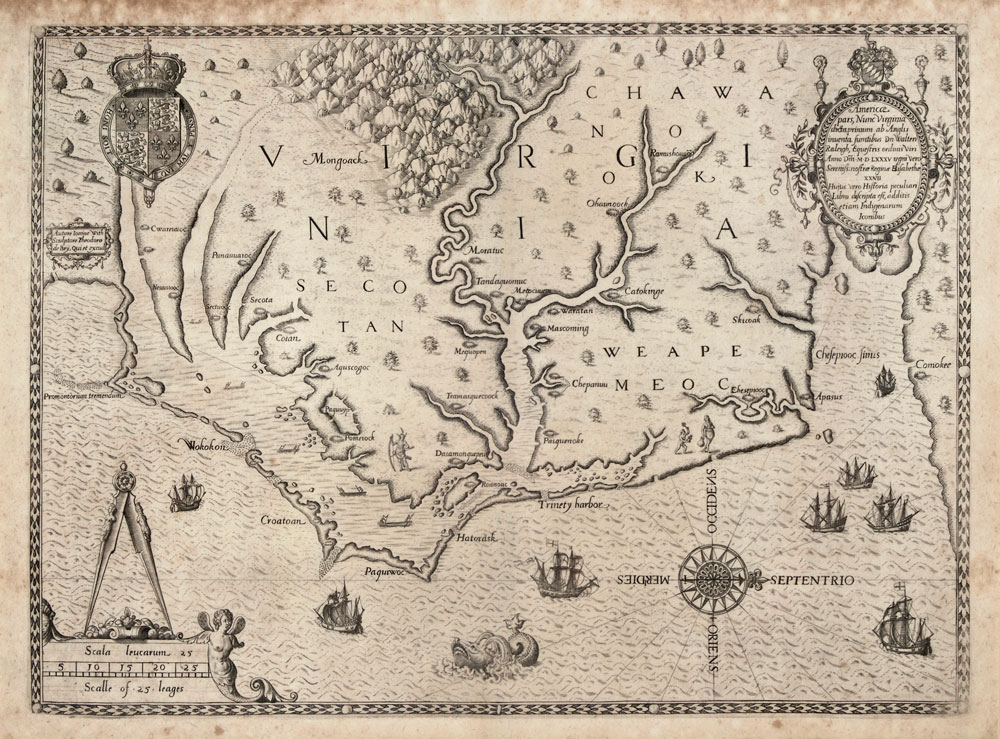
El mapa de Virgínia, vers 1585–1586.

Entre altres obres, va gravar un conjunt de dotze làmines que il·lustraven la Processó dels Cavallers de la Lliga el 1587 i un conjunt de trenta-quatre làmines que il·lustraven la Processó a les Obsequies de Sir Philip Sidney ; plaques per al breu i vertader informe de Thomas Harriot sobre la nova terra trobada de Virgínia (Frankfurt, 1590); les làmines dels sis volums de Romanae Urbis Topogrephia et Antiquitates de Jean-Jacques Boissard (1597-1602); i, amb Boissard, una sèrie de 100 retrats i biografies d’humanistes i protestants titulada Icones Virorum Illustrium (1597-1599).
- 1590–1634 Bry (Theodore de). Collectiones peregrinatiorum in Indiam orientalem et Indiam occidentalem, XIII partibus comprehenso a Theodoro, Joan-Theodoro de Bry, et a Matheo Merian publicatae. Francofurti. 1590–1634. Fol. (Parts I to VI, edited and illustrated by T. de Bry, parts VII to IX by his sons, Johann Theodor and Johann Israel de B.; parts X to XII by J. T. de B., and part XIII by M.Merian.)
- 1596 (America. Part VI.) Historiae ab A. Bezono ... scriptae, sectio tertio....in hac reperies qua natione Hispani... Peruani regni provincias occuparint, capto rege Atabaliba, etc. (3d part of G. Benzoni's Historia del Mondo Nuovo.) Map and plates, 2 parts. Frankfurt. 1596. Fol.
- 1617 (Second edition). Oppenheimii. 1617. Fol.
- 1595 (German edition). Frankfurt. 1595. Fol.
- 1613 (Second German edition). Frankfurt. 1613. Fol.
- 1599 (America. Part VII). Descriptionem trium itinerum. . .equitis F. Draken....J. Hauckens.. .G. Ralegh ... in Latinum sermonem conversaauctore G. Artus. Maps and plates. 3 pt. Francofurti. 1599. Fol.
- 1625 (Second edition). Francofurti. 1625. Fol.
- 1602 (America. Part IX). De novi orbis natura (by J.de Acosta). Accessit... S. de Weert and...O. a. Noort ....Plates. 5 pt. Francofurti. 1602. Fol.
- 1633 (Second edition). Francofurti. 1633. Fol.
- 1601 (German edition). Yon Gelegenheit der elemente natur de Neuer Welt. J. H. v. Linschoten. Frankfurt. 1601. Fol.
- 1602 (Latin and German edition). Francofurti. 1602.
- 1620 (Latin). Francofurti. 1634. Fol.